# Terrance Drew
Terrance Michael Drew, né le 22 novembre 1976, est un homme politique christophien, membre du Parti travailliste. Il est Premier ministre depuis le 6 août 2022.

## Biographie
Il est diplômé du Clarence Fitzroy Bryant College en 1996. À l'âge de 19 ans, il devient enseignant à temps partiel à la Basseterre High School. En 1998, il se rend à Cuba pour étudier la médecine et est diplômé de l'université des sciences médicales de Villa Clara (es) à Santa Clara. Drew retourne dans son pays pour travailler comme médecin généraliste. Il s'installe ensuite au Texas pour étudier la médecine interne et est diplômé du Texas Tech University Health Sciences Center (en) en 2013.
Il est élu chef du Parti travailliste en novembre 2021 et mène le SKNLP à la victoire lors des élections législatives du 5 août 2022,, ce qui lui permet d'être investi Premier ministre le lendemain.
En mai 2023, il participe à la délégation christophienne à la cérémonie de couronnement de Charles III, roi de Saint-Christophe-et-Niévès, du Royaume-Uni et des autres royaumes du Commonwealth, en sa qualité de Premier ministre. Il accompagne entre autres le gouverneur général de Saint-Christophe-et-Niévès, Marcella Liburd, le Premier ministre de Niévès, Mark Brantley (en), et le ministre des Affaires étrangères, Denzil Douglas. À cette occasion, Terrance Drew annonce son intention d'organiser une consultation sur le passage à une république et demande des excuses de la part du Royaume-Uni pour le rôle qu'il a joué dans la traite des esclaves. Dans le même temps, un sondage réalisé par Lord Michael Ashcroft révèle que 52 % des Christophiens soutiennent le maintien de la monarchie, contre 45 % en faveur d'un régime républicain.